# Анновка-Вировская
А́нновка-Вировска́я (укр. Ганнівка-Вирівська) — село,
Анновско-Вировский сельский совет,
Белопольский район,
Сумская область,
Украина.
Код КОАТУУ — 5920680301. Население по переписи 2001 года составляет 680 человек.
Является административным центром Анновско-Вировского сельского совета, в который, кроме того, входят сёла
Котенки и
Смоляниковка.

## Географическое положение
Село Анновка-Вировская находится между реками Локня, Куяковка и Вир (5-7 км).
На расстоянии до 2-х км расположены сёла Котенки и Смоляниковка.
По селу протекает пересыхающий ручей с запрудами.
Рядом проходит автомобильная дорога Т-1918.

## История
- Село основано в середине XIX века.

## Экономика
- Молочно-товарная и свинотоварная фермы.
- «Колос», частная агрофирма.

## Объекты социальной сферы
- Школа.